# Stazione di Wake
La stazione di Wake (和気駅?, Wake-eki) è una stazione ferroviaria della cittadina di Wake, nel distretto di Wake nella prefettura di Okayama in Giappone. Si trova sulla linea principale Sanyō, ed è servita dai treni locali.

## Linee e servizi
JR West
■ Linea principale Sanyō

## Caratteristiche
La stazione è dotata di un marciapiede a isola centrale e uno laterale con tre binari in superficie. La stazione supporta la bigliettazione elettronica ICOCA e possiede varchi di accesso automatici.
| 1   | ■ Linea principale Sanyō |  | per Aioi, Himeji, Kōbe e Osaka        |
| 2-3 | ■ Linea principale Sanyō |  | per Okayama, Fukuyama, Niimi e Mihara |

## Stazioni adiacenti
| «                      | Servizio               | »                      |
| Linea principale Sanyō | Linea principale Sanyō | Linea principale Sanyō |
| ---------------------- | ---------------------- | ---------------------- |
| Yoshinaga              | -                      | Kumayama               |